# Live and Well
Live and Well è un album dal vivo della cantante statunitense Dolly Parton, pubblicato nel 2004.

## Tracce
Tutte le tracce sono state scritte da Dolly Parton, eccetto dove indicato.

Disco 1
1. Orange Blossom Special – 1:42 (Ervin T. Rouse)
2. Train, Train – 2:34 (Shorty Medlocke)
3. The Grass is Blue – 2:32
4. Mountain Angel – 8:23
5. Shine – 5:18 (Ed Roland)
6. Little Sparrow – 4:43
7. Rocky Top – 2:55 (Felice and Boudleaux Bryant)
8. My Tennessee Mountain Home – 3:26
9. Coat of Many Colors – 5:18
10. Smoky Mountain Memories – 5:36
11. Applejack – 4:33
12. Marry Me – 3:22

Disco 2
1. Halos and Horns – 5:06
2. I'm Gone – 4:17
3. Dagger Through the Heart – 3:57
4. If – 4:08 (David Gates)
5. After the Gold Rush – 3:38 (Neil Young)
6. 9 to 5 – 3:22
7. Jolene – 3:50
8. A Cappella Medley: Islands in the Stream/Here You Come Again/Why'd You Come in Here Lookin' Like That/Two Doors Down – 6:08 (Barry Gibb, Robin Gibb, Maurice Gibb, Barry Mann, Cynthia Weil, Bob Carlisle, Randy Thomas, Dolly Parton)
9. We Irish – 4:45
10. Stairway to Heaven – 7:38 (Robert Plant, Jimmy Page)
11. I Will Always Love You – 5:18